# Mosfell (berg i Island, Austurland)
Mosfell är ett berg i republiken Island. Det ligger i regionen Austurland, 300 km öster om huvudstaden Reykjavík. Toppen på Mosfell är 444 meter över havet.
Närmaste större samhälle är Höfn, omkring 11 kilometer sydväst om Mosfell.